# 鄭寶清
鄭寶清（1955年1月10日—），臺灣政治人物，桃園市楊梅區客家人，台灣民眾黨黨員。國立中興大學法商學院公共行政學系學士暨公共政策研究所碩士、國立中央大學企業管理學系博士、開南大學商學院榮譽講座教授。為民進黨創黨黨員、台鹽「鹼性離子水」發明人。曾任立法委員、臺鹽實業公司董事長、桃園航空城公司董事長、寶康生技公司董事長、寶星生技公司董事長、華星生技公司董事長、中華民國電子競技運動協會首任理事長、國民大會主席團主席、立法院民進黨黨團總召、民進黨桃園縣黨部主委、民進黨中常委、民進黨中執委、國立臺北大學公共行政暨政策學系系友會常務理事、開南大學企業與創業管理學系系主任、崇右科技大學副校長。2022年8月27日，宣布脫離民進黨參選桃園市市長；9月8日，被民進黨中評會以違紀登記參選桃園市長為由決議撤銷其黨籍，其後未能勝選。
為民主進步黨創黨黨員，在政界深耕，後來在商界成立寶康等三家生技公司董事長，並在學界接任崇右技術學院副校長、開南大學創經系主任、國立臺北大學公行系友會常務理事等職，也長期參選立法委員。

## 經歷
- 1995年12月2日，當選第三屆立法委員。
- 1998年12月5日，當選第四屆立法委員。
- 2005年12月3日，參與第十五屆桃園縣長選舉，敗於國民黨朱立倫。
- 2016年1月16日，代表民進黨參選桃園市第四選舉區立委，中選會發布鄭寶清以169票（約千分之一得票率）的些微差距擊敗尋求五連霸的國民黨立委楊麗環，楊麗環向桃園地方法院聲請行政驗票。
- 2016年1月27日，桃園地方法院驗票結果確定鄭寶清超過楊麗環160票，確定當選桃園市第四選舉區立法委員。[5]
- 2020年1月11日，競選第十屆立法委員連任失敗，敗於國民黨提名的桃園市議員萬美玲。
- 2021年8月8日，在節目「董事長開講」中提及了自己的經歷，在他當立法院的黨團總召時，賴清德還是新科立委，而在他剛開始當立委時，鄭文燦則是立委助理。
- 2021年10月18日，宣布爭取民進黨第三屆桃園市長黨內初選提名。[6]
- 2022年8月27日，由於民進黨桃園市長參選人林智堅涉論文抄襲爭議宣佈退選而改提名鄭運鵬，宣布參加2022年桃園市長選舉[7]。
- 2022年9月8日，違紀參選被民進黨開除黨籍[8]。
- 2022年11月26日，競選第三屆桃園市長敗選。鄭寶清認為自己敗選原因是周玉蔻指他收受共產黨金援，於是他提告求償100萬元，但之後一審鄭寶清敗訴，且遭法院駁回上訴。[9]
- 2023年10月5日，鄭寶清加入台灣民眾黨[10]。

## 作品節選

### 專書
1. 鄭寶清，《中華民國台灣地區與新加坡國民住宅政策之比較研究》（國立中興大學公共政策研究所碩士論文，1984年）
2. 鄭寶清，《國宅政策何處去－－從中星比較談起》（南揚，1986年）
3. 鄭寶清， 《新第三選擇》（臺北市: 柏新科技，1999年）
4. 鄭寶清， 《啟動生技新勢力》（誌成文化，2008年）
5. 鄭寶清， 《民營化策略》（臺北市: 大橋, 2013年）ISBN 9789868842007.

## 選舉紀錄
| 年度 | 選舉屆數               | 選舉區           | 所屬政黨   | 得票數  | 得票率 | 當選標記 | 備註 |
| ---- | ---------------------- | ---------------- | ---------- | ------- | ------ | -------- | ---- |
| 1991 | 第二屆國民大會代表選舉 | 桃園縣第一選舉區 | 民主進步黨 | 24,236  | 28.55% |          |      |
| 1995 | 第三屆立法委員選舉     | 桃園縣選舉區     | 民主進步黨 | 46,243  | 7.24%  |          |      |
| 1998 | 第四屆立法委員選舉     | 桃園縣選舉區     | 民主進步黨 | 37,386  | 5.57%  |          |      |
| 2005 | 第十五屆桃園縣縣長選舉 | 桃園縣           | 民主進步黨 | 307,965 | 38.32% |          |      |
| 2016 | 第九屆立法委員選舉     | 桃園市第四選舉區 | 民主進步黨 | 86,413  | 50.05% |          |      |
| 2020 | 第十屆立法委員選舉     | 桃園市第四選舉區 | 民主進步黨 | 97,316  | 46.50% |          |      |
| 2022 | 第三屆桃園市市長選舉   | 桃園市           | 無黨籍     | 30,282  | 2.83%  |          |      |

## 爭議

### 修正工會法
2017年8月1日，民進黨立委鄭寶清認為華航罷工、長榮集體請假等諸多亂象，需要修正「工會法」，調高籌組工會門檻，徹底解決問題。鄭寶清表示，台灣成立工會的門檻過低（只需30人），造成同一企業中「職業工會」、「企業工會」相互競爭，例如，過去中華電信公司底下就約有30多個工會，而企業只願與規模最大的電信工會進行協商，反而造成勞工的聲音被分化，衍生更多問題，無法真正解決勞資問題，也無法保障勞工權益。因此，他希望工會組成更加嚴謹，讓工會代表可以獲得更多的實質談判的籌碼。上述的說法引來不少輿論批評。

### 核廢料去處
2018年11月28日，以核養綠公投通過後，時任立委的鄭寶清建議，應該將核廢料置於公投同意票數最高的縣市。此舉說法引來各界不少的群起撻伐。

### 批林智堅「落跑市長」、「保黨棄林」
2022年8月9日，民進黨桃園市長參選人林智堅論文門爭議有了結果。一直有意參選桃園市市長的鄭寶清隨即在社群媒體貼文表示，「我希望論文不是抄的」，並附上一張圖表態比起保一人要先「保住民進黨」，結果遭民進黨支持者抨擊，最後自刪貼文。
於同年8月27日宣佈脫黨參選桃園市市長選舉，最終獲得3萬多票，未能勝選。

### 以民進黨民意選舉遭質疑
2022年8月27日鄭寶清脫黨參選後一直不斷的聲明民進黨精神「清廉、勤政、愛鄉土」，遭到中常委賴瑞隆怒批退黨就不要再盜用民進黨民意，而事後鄭寶清宣布與九位議員候選人聯合競選時，又有部分候選人立場及政黨傾向極統派，因此又再度遭質疑。

### 遭指收共產黨錢
2022年8月29日，鄭寶清正於參選桃園市長期間，遭周玉蔻在其廣播節目上指控，他收受共產黨金援。鄭寶清認為，周的指控使其落選，因此提告並求償。
一審桃園地方法院判決認為，周玉蔻言論可受公評，駁回鄭寶清上訴。2023年7月18日，二審高等法院回應鄭寶清上訴，稱周的言論是因鄭拒而不答而發表評論，駁回上訴，全案確定。

## 外部連結
- 鄭寶清的Facebook專頁
- YouTube上的鄭寶清頻道